# Victor Amaya
Victor Amaya (ur. 2 lipca 1954 w Denver) – amerykański tenisista, zwycięzca French Open 1980 w grze podwójnej.

## Kariera tenisowa
Zawodowym tenisistą Amaya był w latach 1973–1984. W tym czasie wygrał trzy turnieje rangi ATP World Tour w grze pojedynczej i osiągnął pięć finałów. W grze podwójnej triumfował w sześciu imprezach ATP World Tour, w tym French Open 1980. Dodatkowo awansował do siedmiu finałów, w tym US Open 1982.
W rankingu gry pojedynczej Amaya najwyżej był na 15. miejscu (4 sierpnia 1980), a w klasyfikacji gry podwójnej na 16. pozycji (3 stycznia 1983).

### Finały w turniejach wielkoszlemowych

#### Gra podwójna (1–1)
| Końcowy wynik | Nr | Data             | Turniej            | Nawierzchnia | Partner      | Przeciwnicy                  | Wynik finału            |
| ------------- | -- | ---------------- | ------------------ | ------------ | ------------ | ---------------------------- | ----------------------- |
| Zwycięzca     | 1. | 8 czerwca 1980   | French Open, Paryż | Ceglana      | Hank Pfister | Brian Gottfried Raúl Ramírez | 1:6, 6:4, 6:4, 6:3      |
| Finalista     | 1. | 12 września 1982 | US Open, Nowy Jork | Twarda       | Hank Pfister | Kevin Curren Steve Denton    | 2:6, 7:6, 7:5, 2:6, 4:6 |